# Igor' Paškevič
Igor' Anatol'evič Paškevič (in russo Игорь Анатольевич Пашкевич?; Mosca, 1º luglio 1971 – Palm Beach, 26 marzo 2016) è stato un pattinatore artistico su ghiaccio russo, fino al 1991 sovietico, specializzato nel singolo.
Oltre a Unione Sovietica e Russia, ha rappresentato anche l'Azerbaigian nella parte finale della sua carriera. È morto in Florida a 44 anni.

## Risultati
GP: Champions Series (Grand Prix series)
| Internazionali                      | Internazionali | Internazionali | Internazionali | Internazionali | Internazionali | Internazionali | Internazionali | Internazionali | Internazionali | Internazionali |
| Evento                              | 1988–89 (URS)  | 1989–90 (URS)  | 1990–91 (URS)  | 1991–92 (URS)  | 1992–93 (RUS)  | 1993–94 (RUS)  | 1994–95 (RUS)  | 1995–96 (RUS)  | 1996–97 (AZE)  | 1997–98 (AZE)  |
| ----------------------------------- | -------------- | -------------- | -------------- | -------------- | -------------- | -------------- | -------------- | -------------- | -------------- | -------------- |
| Giochi olimpici invernali           |                |                |                |                |                | 15°            |                |                |                | 16°            |
| Campionati mondiali                 |                |                |                |                | 14°            | 9°             |                |                | 8°             |                |
| Campionati europei                  |                |                |                |                |                |                |                | 2°             | 7°             | R              |
| GP Finale                           |                |                |                |                |                |                |                |                |                | 6°             |
| GP Nations Cup                      |                |                |                |                |                |                |                |                |                | 2°             |
| GP NHK Trophy                       |                |                |                |                |                |                |                | 2°             |                |                |
| GP Trophée Lalique                  |                |                |                |                |                |                |                |                |                | 3°             |
| Finlandia Trophy                    |                |                |                |                |                |                |                | 1°             |                |                |
| Golden Spin                         |                |                | 3°             |                |                |                |                |                |                |                |
| Inter. de Paris / Trophée de France |                |                |                |                | 7°             | 4°             | 7°             |                |                |                |
| Nebelhorn Trophy                    |                |                |                | 2°             | 2°             |                |                |                |                |                |
| Piruetten                           |                |                |                |                |                | 5°             |                |                |                |                |
| Schäfer Memorial                    |                | 4°             |                |                | 2°             |                |                |                |                |                |
| Skate Electric                      |                |                | 7°             |                |                |                |                |                |                |                |
| Skate Israel                        |                |                |                |                |                |                |                |                | 1°             |                |
| Internazionali: Junior              |                |                |                |                |                |                |                |                |                |                |
| Campionati mondiali                 | 7°             | 1°             |                |                |                |                |                |                |                |                |
| Nazionali                           |                |                |                |                |                |                |                |                |                |                |
| Campionati dell Azerbaijan          |                |                |                |                |                |                |                |                |                | 1°             |
| Campionati russi                    |                |                |                |                | 3°             | 3°             |                | 3°             |                |                |
| Campionati sovietici                |                |                |                | 7°             |                |                |                |                |                |                |
| R: Ritirato                         |                |                |                |                |                |                |                |                |                |                |